# Jean Lascoux
Jean Pierre Lascoux (1928 – 2008) foi um físico francês.
Lascoux é original da Algéria. Estudou na Universidade de Manchester e na Universidade de Birmingham, onde obteve um doutorado em 1958 aluno de Rudolf Peierls. De 1959 a 1961 (e em 1966/1967) esteve no Instituto de Estudos Avançados de Princeton. No início da década de 1960 foi convocado por Louis Michel, na época professor no Institut des Hautes Études Scientifiques, para trabalhar no recém fundado Laboratório de Física Teórica da École polytechnique.
Recebeu o Prêmio Paul Langevin de 1967.
Traduziu com Roland Sénéor o livro de Victor Pavlovich Maslov sobre métodos assintóticos em teoria da perturbação do russo para o francês.